# 特高圧引通線

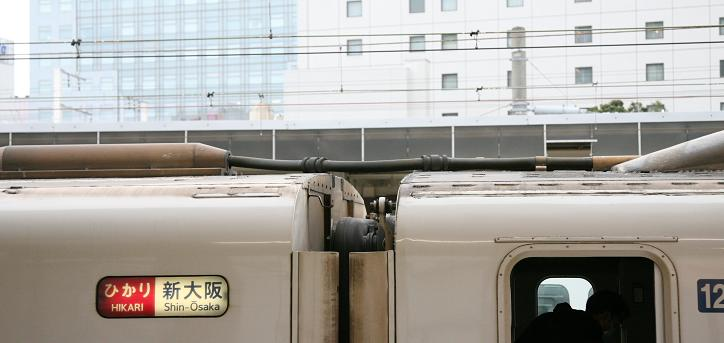
直ジョイント（写真は新幹線300系電車)

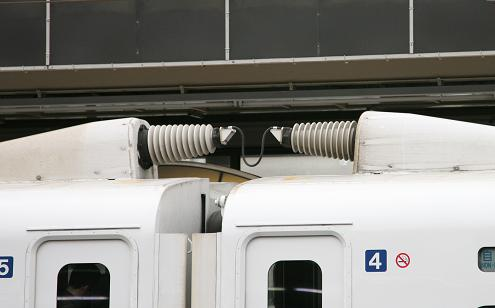
ケーブルヘッド（写真は新幹線300系電車）

特高圧引通線（とくこうあつひきとおしせん）とは、複数の機器にわたって接続される特別高圧の配線。
信号線ではそれほど高い電圧は使われないため、概して動力用である事が多い。
以下特に目に触れやすい例として新幹線電車の例について解説する。
新幹線車両において、主として屋根上に配置される高圧母線である。鉄道車両に限定しても、語義としては新幹線車両である必要性はどこにもないが、地上設備の関係から事実上新幹線車両にしか存在しない設備である（BT饋電方式の項を参照。直流電化区間では集電装置（パンタグラフや集電靴）間に引き通し線を設けることに何ら支障はないが、1500Vでは特別高圧の枠組みに入らないため高圧引通線となる）。別名「ブス引通し」（＝bus（母線。自動車のバスと同スペルである）引通しの意）ともいう。0系以外のすべての新幹線車両に装備されている。
主な目的は、ユニットの基数（＝電力を必要とする変圧器の基数）だけ必要だったパンタグラフの数を最小限（2 - 3基）とし、走行騒音を低減することと、パンタグラフ同士を電気的に並列に繋ぐことで架線からの離線率を低減させ、スパークの発生を抑えるためである（AT饋電方式の項を参照）。
車両間には「直ジョイント」で接続されるケーブルが直接引き渡された構造になっており、切り離すには相応の手間がかかるため、すべての車間がこの方式であると整備時に支障をきたす。そのため、一部に「ケーブルヘッド」という切り離しが簡単に行えるジョイントを設けている。
直ジョイントであっても、車両検査の関係上、切り離しは必要な作業を行えば可能である。なお、すべての検査で1両ごとに編成を分離する必要はなく、数両程度に分離すれば可能な検査の回数の方が多いため、切り離しが容易な箇所を設けている。最初に特高圧引通線が導入された当時は直ジョイントは採用されておらず、全車両に切り離し可能なケーブルヘッドが設けられていて1両単位での切り離しが容易だったが、全車両に設置する必要性が薄く、費用もかさむため、現在の方式に変更された。